# Pitohui bicolore
Pitohui dichrous
Espèce
Statut de conservation UICN

 LC  : Préoccupation mineure
Le Pitohui bicolore (Pitohui dichrous) est une espèce de passereaux de la famille des Oriolidae. C'est l’une des rares espèces d'oiseaux à être vénéneuse,.

## Répartition
Cet oiseau se trouve sur l'île de Nouvelle-Guinée.

## Découverte de sa toxicité
Le Pitohui bicolore est si commun que cette espèce fut décrite il y a plus d’un siècle et demi[Quand ?]. Sa toxicité fut découverte en 1990.
L'ornithologue Jack Dumbacher fut griffé d’un coup de patte par un individu. Alors qu’il léchait sa blessure, il se rendit compte que ses lèvres et sa langue commençaient à picoter et à brûler. L’effet du poison dura plusieurs heures,,. Plus tard, il mit une plume de pitohui dans sa bouche et le même effet se produisit, mais en plus fort : « comme une pile de 9 V ».
Il publia plus tard sa découverte, car aucun oiseau vénéneux n’était alors connu par la communauté scientifique,.
L'une des principales toxines de cet oiseau est l'homobatrachotoxine, un alcaloïde de structure stéroïde, analogue à la batrachotoxine, que l'on retrouve dans le venin de certaines grenouilles tropicales, l'oiseau se nourrissant de petits animaux produisant cette toxine.

Structure chimique de l'homobatrachotoxine.

## Taxinomie
Les travaux phylogéniques de Jønsson et al. (2008, 2010), Dumbacher et al. (2008) et Dumbacher (2013) montrent que le genre Pitohui est polyphylétique, et entraînent sa révision complète dans la classification (version 3.4, 2013) du Congrès ornithologique international. Il est démontré que le genre Pitohui est apparenté au genre Oriolus, et il est par conséquent déplacé dans la famille des Oriolidae. Le genre étant aussi polyphylétique, il est démembré et ne conserve que deux de ces anciennes espèces, le Pitohui variable (Pitohui kirhocephalus) et le Pitohui bicolore (Pitohui dichrous).